# Streethockey-Weltmeisterschaft 1996
Die 1. Streethockey-Weltmeisterschaft wurde 1996 in der Slowakei ausgetragen. Weltmeister wurde Kanada, das im Finale Tschechien besiegte.

## Turnier

### Vorrunde
| Pl. |             | Tschechien | Slowakei | Kanada | Deutschland | Schweiz | Russland | Osterreich | Sp | S | U | N | Tore  | Punkte |
| --- | ----------- | ---------- | -------- | ------ | ----------- | ------- | -------- | ---------- | -- | - | - | - | ----- | ------ |
| 1.  | Tschechien  |            | 2:2      | 6:3    |             | 19:0    | 13:1     |            |    |   |   |   |       | 11     |
| 2.  | Slowakei    | 2:2        |          | 5:5    | 4:1         |         |          |            |    |   |   |   |       | 10     |
| 3.  | Kanada      | 3:6        | 5:5      |        | 6:2         | 16:0    | 10:0     | 14:0       | 6  | 4 | 1 | 1 | 54:13 | 9      |
| 4.  | Deutschland |            | 1:4      | 2:6    |             |         |          |            |    |   |   |   |       |        |
| 5.  | Schweiz     | 0:19       |          | 0:14   |             |         |          | 6:0        |    |   |   |   |       |        |
| 6.  | Russland    | 1:13       |          | 0:10   |             |         |          |            |    |   |   |   |       |        |
| 7.  | Österreich  |            |          | 0:16   |             |         |          |            |    |   |   |   |       |        |

## Spiel um Platz 5
|  | Schweiz | 11:1 | Russland |  |

## Play-off

### Halbfinale
|  | Tschechien | 9:3 | Deutschland |  |

|  | Kanada | 4:1 | Slowakei |  |

### Spiel um Platz 3
|  | Slowakei | 5:1 (2:0, 2:1, 1:0) | Deutschland |  |

## Finale
|  | Kanada | 5:2 (3:0, 1:0, 1:2) | Tschechien |  |

| Pl. | Team        |
| --- | ----------- |
| 1   | Kanada      |
| 2   | Tschechien  |
| 3   | Slowakei    |
| 4   | Deutschland |
| 5   | Schweiz     |
| 6   | Russland    |
| 7   | Österreich  |